# Biskoppen
Biskoppen er en dansk film fra 1944. På den lille ø Snarø forveksles provinsskuespilleren Emil Flor (Ib Schønberg) med den der ventede biskop Vindholm (Elith Pio), samtidig er Flors datter Ellen (Ingeborg Brams) inden da også kommet til øen hvor hun hurtigt vækker stærke romantiske følelser i den lokale præst og enkemand Velerius (Edvin Tiemroth), hvilket alt sammen naturligvis bringer hele det lille traditionelle øsamfund på den anden ende.

## Medvirkende
- Ib Schønberg
- Ingeborg Brams
- Edvin Tiemroth
- Lis Smed
- Petrine Sonne
- Hans W. Petersen
- Helga Frier
- Bjarne Forchhammer
- Peter Nielsen
- Ingeborg Pehrson
- Sigurd Langberg
- Randi Michelsen
- Elith Pio